# Incendies (película)
Incendies (titulada así en España, Chile y Argentina, pero titulada La mujer que cantaba en el resto de Hispanoamérica) es una película canadiense de 2010 dirigida por Denis Villeneuve, basada en la obra de teatro La mujer que cantaba de Wajdi Mouawad. Está protagonizada por Lubna Azabal, Mélissa Désormeaux-Poulin, Maxim Gaudette y Rémy Girard. Fue nominada a un premio Óscar en la categoría de mejor película de habla no inglesa.

## Trama
Tras el fallecimiento de Nawal Marwan, una inmigrante canadiense, sus dos hijos —los mellizos Jeanne y Simon— se reúnen con el notario canadiense Jean Lebel, empleador de su madre y amigo de la familia. El testamento de Nawal hace referencia a una promesa incumplida, negándole a ella una lápida y un ataúd, a menos que Jeanne y Simon rastreen a su misterioso hermano, cuya existencia desconocían previamente, y a su padre, a quien creían muerto.
Una serie de flashbacks revelan que Nawal provenía de una familia árabe cristiana en un país no identificado del Medio Oriente, y que se enamoró de un refugiado, lo que resultó en su embarazo. Su familia asesina a su amante y casi la mata a ella como un crimen de honor, pero su abuela la perdona y le hace prometer que abandonará la aldea después del nacimiento de su bebé y comenzará una nueva vida en la ciudad ficticia de Daresh. La abuela tatúa al bebé y lo envía a un orfanato.
Mientras Nawal cursa estudios universitarios en Daresh, estalla una guerra civil en el país, donde se cometen una serie de crímenes de guerra; la joven se opone al conflicto bélico por motivos de derechos humanos. El orfanato de su hijo en Kfar Khout es destruido por un militante musulmán, Chamseddine, el cual lo convierte en un niño soldado islámico. Después de escapar de la masacre de un autobús lleno de refugiados musulmanes por los nacionalistas cristianos, Nawal se une a los combatientes musulmanes y le dispara a un líder nacionalista. Posteriormente, es encarcelada en Kfar Ryat y violada por su torturador Abou Tareq. Producto de esta violación, queda embarazada y da a luz a los gemelos.
Después de viajar al país natal de su madre, Jeanne descubre su pasado y persuade a Simon, quien está enojado con la personalidad inusual de su madre, a unirse a ella. Con la ayuda de Lebel, descubre que el nombre de su hermano es Nihad de Mai y rastrean a Chamseddine para conocer su paradero. Simon se reúne con él personalmente, y revela que los nacionalistas capturaron a Nihad, quien estaba enfurecido por la guerra, lo entrenaron como torturador y lo enviaron a Kfar Ryat, donde adoptó el nombre de Abou Tareq, siendo de esta manera tanto el medio hermano de los gemelos como su padre. Posteriormente, Nihad emigró a Canadá y Nawal solo se enteró de su verdadera identidad después de reconocerlo en una piscina canadiense y ver su tatuaje.
Los gemelos encuentran a Nihad en Canadá y le entregan las cartas de Nawal. La primera carta se dirige a él como el padre de Jeanne y Simon, y está llena de desprecio, ya que Nawal le escribe a Nihad como su violador. La segunda carta se dirige a él como el hermano de ellos y, en cambio, está escrita con palabras cariñosas, diciendo que él, como hijo de Nawal, merece amor. Nawal obtiene su lápida después del envío de las cartas, y su tumba es visitada por Nihad.

## Reparto
- Lubna Azabal como Nawal Marwan
- Mélissa Désormeaux-Poulin como Jeanne Marwan
- Maxim Gaudette como Simon Marwan
- Rémy Girard como Jean Lebel
- Abdelghafour Elaaziz como Abou Tarek/Nihad «Nihad de Mai» Harmanni
- Allen Altman como Notary Maddad
- Mohamed Majd como Chamseddine
- Nabil Sawalha como Fahim
- Baya Belal como Maika
- Bader Alami como Nicolas
- Karim Babin como Guardia de Chamseddine
- Anthony Ecclissi como Salvavidas
- Joyce Raie como Periodista
- Yousef Shweihat como Sharif
- Celine Soulier como Periodista francés
- Mher Karakashian como Asistente de Chamseddine

## Recepción
Incendies obtuvo una respuesta positiva por parte de la crítica cinematográfica, registrando un 93% de comentarios favorables en Rotten Tomatoes, de un total de 121 reseñas, y una puntuación de 80/100 en Metacritic.